# Bittacus triangularis
Bittacus triangularis is een schorpioenvlieg uit de familie van de hangvliegen (Bittacidae). De wetenschappelijke naam van de soort is voor het eerst geldig gepubliceerd door Issiki in 1929.
De soort komt voor in Korea en Mantsjoerije.